# Shanes Again!
Shanes Again är The Shanes tredje skiva som kom ut 1966. Medlemmar på skivan är: Tommy Wåhlberg (gitarr och sång), Lennart Grahn (sång), Kit Sundqvist (orgel och sång), Svante Elfgren (bas) och Tor-Erik Rautio (trummor).

## Låtlista
1. Why Should I Cry (Sundqvist)
2. Don't Get Around Much Anymore (Russel-Ellington)
3. Dreamgirl (Sundqvist)
4. The Game Of Love (Ballard-Waite)
5. Hi-Lili, Hi-Lo (Kaper-Deutsch)
6. Justine (Harris-Terry)
7. When Love Is Gone (Henderson)
8. Lonely Boy (Anka)
9. Leavin' (Bergman-Henriksson)
10. Lucky Ladybug (Crewe-Slay)
11. I Love The Way You Walk (Dexter)
12. Sha La La La Lee (Lynch-Shuman)